# Luciane Dom
Luciane Dom é uma cantora e compositora brasileira, natural de Paraíba do Sul e radicada no Rio de Janeiro. É formada em História pela Universidade do Estado do Rio de Janeiro (UERJ), tendo concluído na mesma o bacharelado e licenciatura.

## Biografia
A partir de suas pesquisas sobre Banzo e o negro no pensamento social brasileiro, a historiadora começou a intercambiar o ensino teórico de História à Arte, através da música, lançando seu primeiro álbum Liberte esse Banzo em 2018, em que traduz suas observações sociais e raciais.
Após o lançamento do álbum, a artista vem fazendo shows pelo Brasil e iniciando sua trajetória internacional, em turnês fora do país, cantando nos Estados Unidos (2018 - Onebeat / 2019/2023 - Brasil Summerfest), Chile (2019 - IMESUR e La Makinita), Colômbia (American Music Abroad 2023) e Canadá (B.L.A.C Festival 2022). 
Já cantou com Luedji Luna, Vox Sambou, Liniker e os Caramelows, Emeline Michel, Malika Tirolien e ganhou o African Entertainment Awards USA, na categoria Rising Star of the year, em 2022, NYC.
Atuou no musical Viva o Povo Brasileiro em 2023, produzido pela Sarau Agencia, e com direção de Andre Paes Leme. No musical, Luciane interpreta Vevé/Naê. 

## Discografia
-Liberte esse Banzo - Mondé (2018)
-Jupiter - Onebeat 18 Mixtape (2018)
-Uranus - Onebeat 18 Mixtape (2018)